# Regeringen Poul Hartling
Regeringen Poul Hartling var Danmarks regering 19 december 1973 till 13 februari 1975. Den bestod endast av ministrar från det högerliberala Venstre.
| Ämbete                                          | Minister            |
| ----------------------------------------------- | ------------------- |
| Statsminister                                   | Poul Hartling       |
| Ekonomiminister & Handelsminister               | Poul Nyboe Andersen |
| Utrikesminister                                 | Ove Guldberg        |
| Finansminister                                  | Anders Andersen     |
| Miljöminister & Minister för Grönland           | Holger Hansen       |
| Arbetsminister & Bostadsminister                | Johan Philipsen     |
| Undervisningsminister                           | Tove Nielsen        |
| Kyrkominister & Minister för offentliga arbeten | Kresten Damsgaard   |
| Försvarsminister                                | Erling Brøndum      |
| Inrikesminister & Socialminister                | Jacob Sørensen      |
| Jordbruksminister & Fiskeriminister             | Niels Anker Kofoed  |
| Justitieminister & Kulturminister               | Nathalie Lind       |